# 池田光政
池田光政（日语：／ Ikeda Mitsumasa；1609年5月10日—1682年6月27日），日本江戶時代初期大名、武將，播磨姬路藩3代藩主、因幡鳥取藩藩主、備前岡山藩初代藩主。岡山藩池田宗家3代。幼名池田幸隆，諡号芳烈公，神号武安靈命。

## 早期生涯
他是姬路藩第二代藩主池田利隆長子，母親是江戸幕府第二代将軍德川秀忠的養女福正院。

## 大名
父親1616年死後，他繼承父親在播磨國的領地，1618年6月遭減封至鳥取藩，領家祿32萬5千石。
1632年轉封備前市岡山藩，從此他的子孫就留在當地沒再離開。
他是儒學者熊泽蕃山保護者，他本人也是儒學者。